# Bundesstraße 3
La Bundesstraße 3 è una strada federale della Germania. Inizia nella città di Amburgo e da lì prosegue attraversando le città di Celle, Hannover, Göttingen, Kassel, Marburgo, Gießen, Francoforte sul Meno, Darmstadt, Heidelberg, Karlsruhe, Ettlingen, Baden-Baden, Offenburg e Friburgo terminando a Weil-Otterbach, al confine con la Svizzera, dove prosegue come strada principale 3 a Basilea.